# Haematopota irregularis
Haematopota irregularis är en tvåvingeart som beskrevs av Schuurmans Stekhoven 1926. Haematopota irregularis ingår i släktet Haematopota och familjen bromsar. Inga underarter finns listade i Catalogue of Life.